# 2019 MO
2019 MO (désignation temporaire A10eoM1) est un petit astéroïde, à la fois astéroïde Apollon et membre du groupe d'Alinda, qui a percuté l'atmosphère terrestre le 22 juin 2019.

## Désignation
Lors de sa découverte, l'astéroïde reçoit la désignation temporaire (donnée par le découvreur) A10eoM1. À la suite de la confirmation de son impact avec la Terre, l'astéroïde reçoit la désignation provisoire 2019 MO le 25 juin 2019.

## Découverte et observations
Il a été découvert par l'Asteroid Terrestrial-impact Last Alert System (ATLAS) 22 juin 2019 à 9 h 49 UTC. Des images de pré-découverte prises par ATLAS et Pan-STARRS, la plus ancienne (de Pan-STARRS) remontant à 7 h 54 UTC, ont ensuite été trouvées.

## Caractéristiques physiques et orbitales avant l'impact
2019 MO mesurait environ 3 à 4 mètres de diamètre. S'il n'avait pas percuté la Terre, l'astéroïde serait passé au périhélie fin juillet 2019. Il n'est pas lié à l'essaim des Beta Taurides (en).

## Collision avec la Terre
L'astéroïde est entré en collision avec l'atmosphère terrestre le 22 juin 2019 vers 21 h 30 UTC. Cet impact a libéré une énergie d'environ 5 kilotonnes (environ le tiers de celle de Little Boy, la bombe d'Hiroshima), et a été détecté par infrasons au large de la côte sud de la Jamaïque. 2019 MO est le quatrième petit corps à avoir été découvert avant la détection de sa collision avec la Terre.